# Nynäs, Gröndal

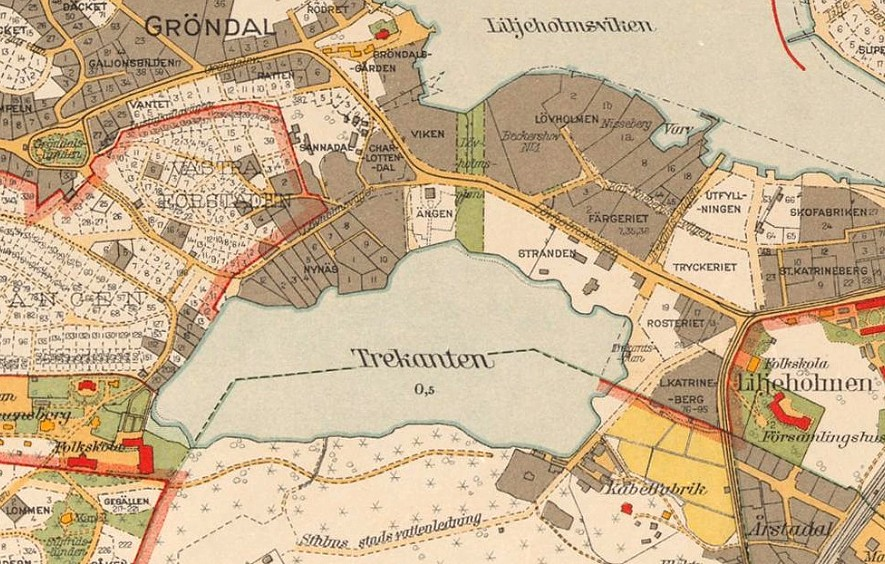
Trekanten på 1920-talet med Nynäs-området.

Nynäs är ett område och ett kvarter med samma namn vid norra sidan om sjön Trekanten i stadsdelen Liljeholmen i södra Stockholm. Mot norr begränsas området av Lövholmsvägen och Gröndal. Här fanns fram till 1980-talet arbetarbostäder och småindustrier. Idag är området en park. Strax sydväst om Nynäs ligger Trekantenbadet.

## Historik

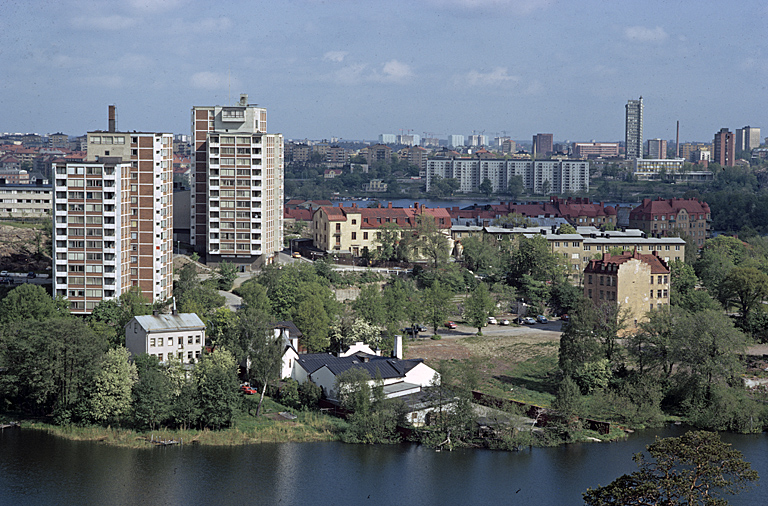
Kvarvarande bebyggelse vid Nynäs i början av 1970-talet.

Från 1851 var Nynäs namnet på en lägenhet (bostadshus) som ingick i den större egendomen Charlottendal. 1880 avsöndrade Charlottendals ägare Claes Otto Vougt 13 hektar från Charlottendal och området delades in i 12 fastigheter.
En vildvuxen kåkstad med bostäder och småindustrier växte snabbt fram här. De som bodde här var huvudsakligen statare, kuskar och hantverkare som kom från Stockholms innerstad, från landsorten och Stockholms skärgård. Områdets boende hade inte mycket kontakt med övriga Stockholm och barnen utvecklade så småningom ett eget språk, som skilde sig från språket i övriga Stockholm. 
På Nynäs fanns bland annat ett garveri (Frosts hudar), en förnicklingsfabrik, ett kafferosteri, ett plåtslageri och flera mekaniska verkstäder samt Hellman och Lagerholms färgfabrik med kontor och lager. Här låg även G.E. Larssons Wört & Limpbageri där man bakade den lokalt kända Nynäslimpan. Nere vid Trekantens strand låg en mangelbod med en stor stenmangel. År 1894 etablerade A.W. Friestedts fabriksaktiebolag sin verksamhet hit som innan dess fanns på Södermalm. Fabriken producerade bland annat benmjöl, superfosfat och benkol. Den höga fabriksskorstenen syns på äldre fotografier. Redan efter fyra år flyttade man till Liljeholmsviken. 
Området var i princip självförsörjande med alla nödvändiga mataffärer. Till och med ett bryggeri fanns. Med åren förslummades området mer och mer och 1980 revs de sista resterna av Nynäskvarteren. Medan ännu några byggnader från gamla Nynäs fanns kvar blev de en realistisk kuliss i Bo Widerbergs film Joe Hill från 1970. De förfallna husen skulle föreställa "Lumberyard" och "Saloon".
Idag finns bara en byggnad bevarad från den gamla industriepoken och det är en röd tvåvåningsbyggnad bakom Anticimex kontorsbyggnad, där en gång i tiden G.E. Larssons Wört & Limpbageri höll till. Byggnadens utseende är dock kraftig förändrat. Där Frosts hudar låg en gång finns nu Anticimex kontorsbyggnad, man kunde nyttja den gamla byggrätten som fanns kvar efter Frosts hudar och bygga mycket strandnära.
Annars skvallrar gamla trädgårdslämningar, fundament och gråstensmurar om gamla tiders småindustrier. På gällande stadsplan är området markerat som park och mellan Nynäs och Trekanten leder en promenadstig, som går runt hela sjön.

## Historiska bilder

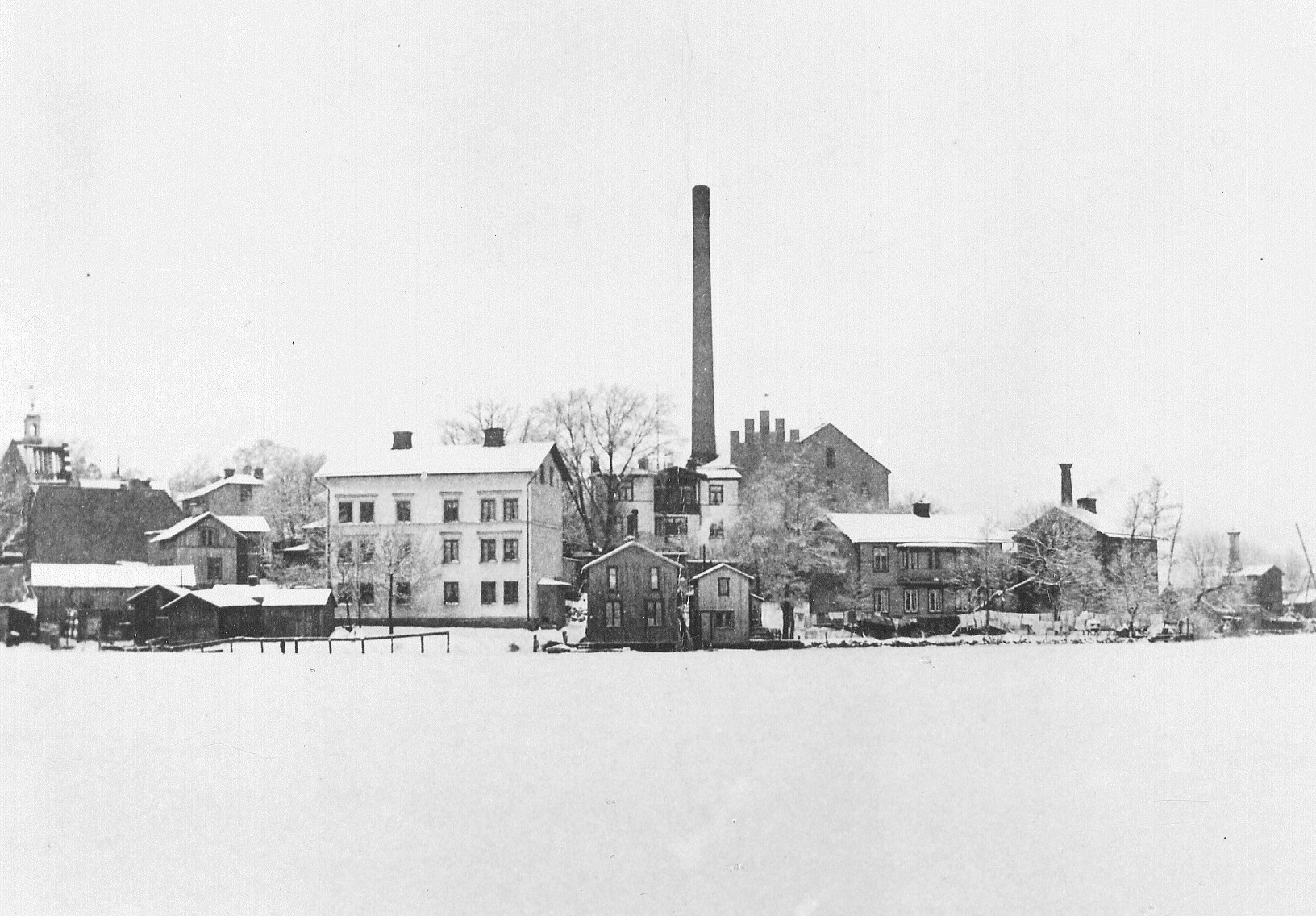
Nynäs industriområde ca 1894. Den höga skorstenen tillhör A.W. Friestedts kemisk-tekniska fabrik.
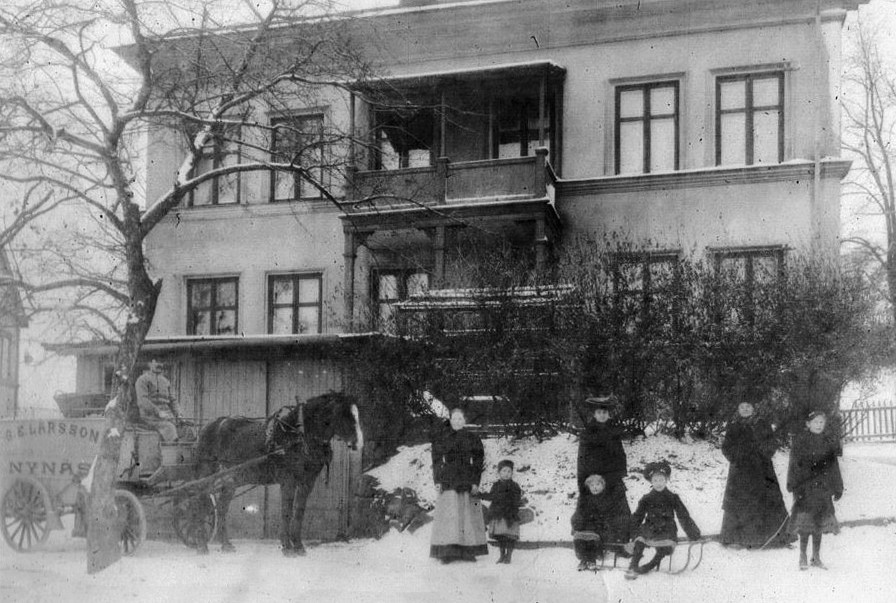
G.E. Larssons Wört & Limpbageri ca 1900 (huset finns kvar).
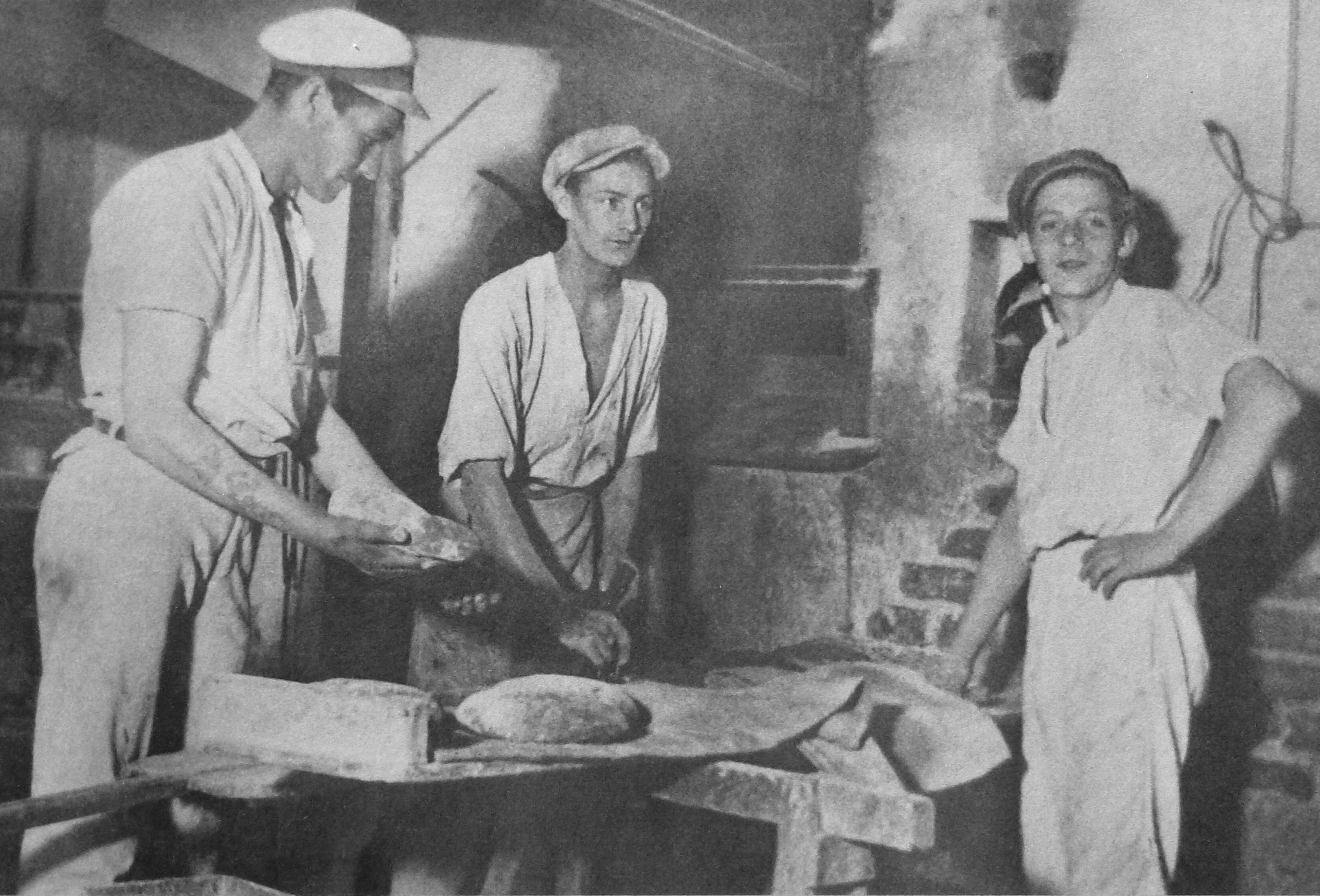
I limpbageriet 1922.
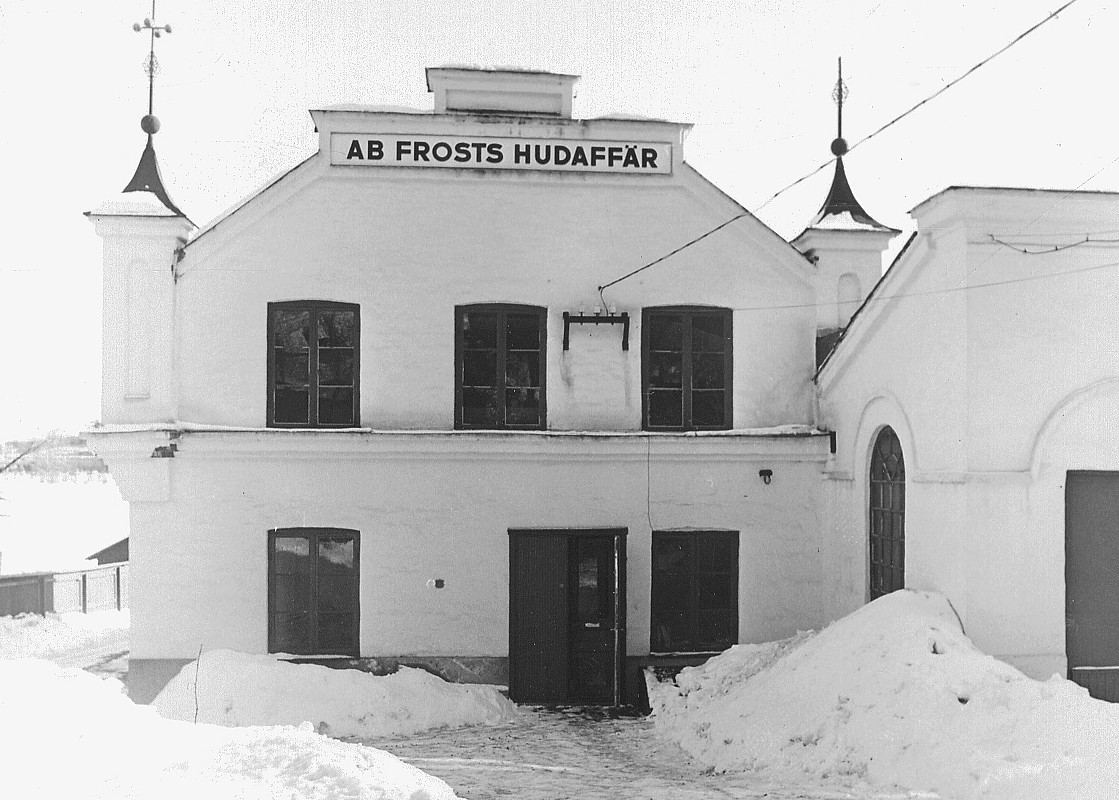
AB Frosts Hudar, Liljeholmen, 1960-tal (byggnad riven).

## Nutida bilder

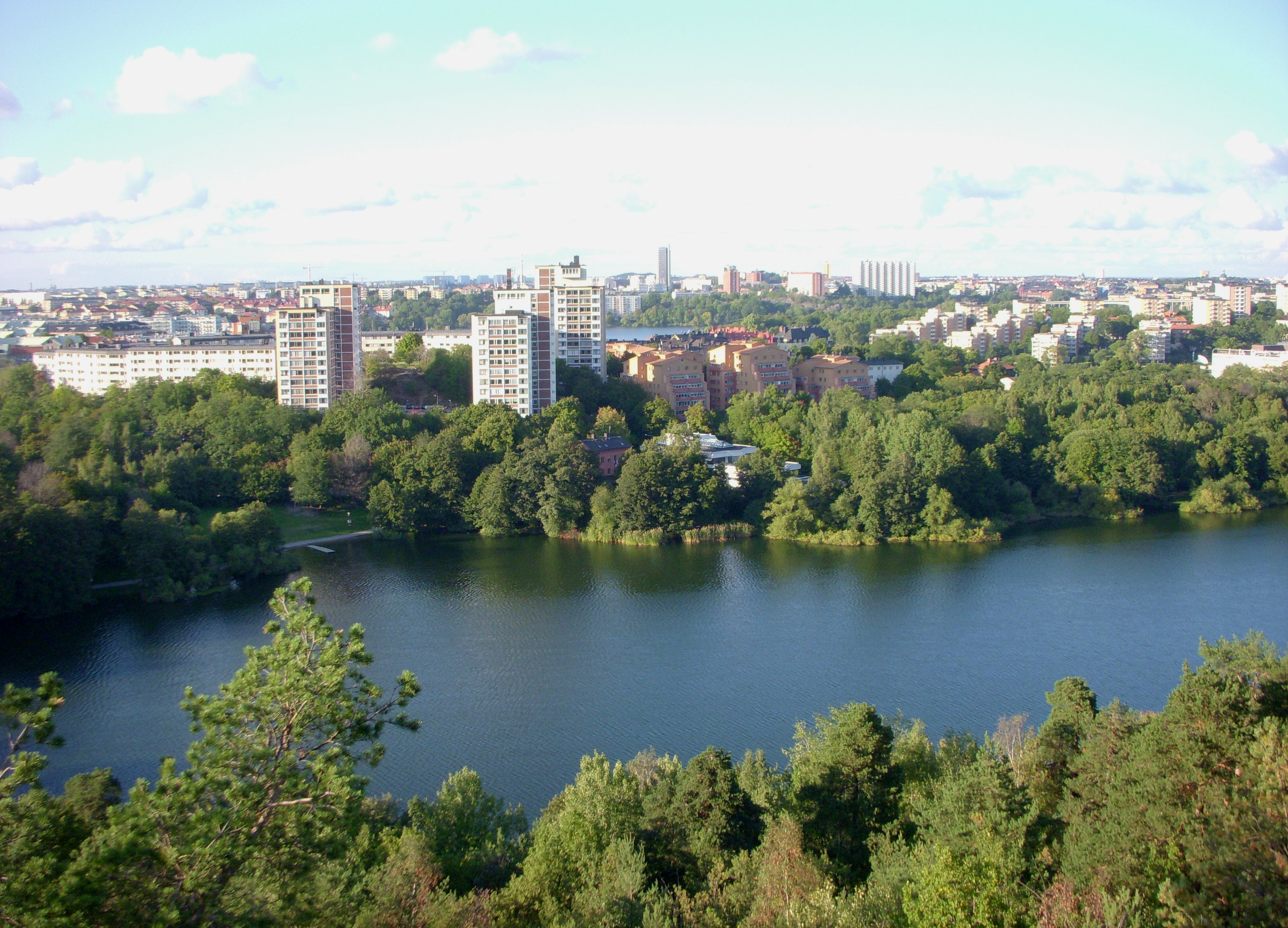
Trekanten i september 2010.
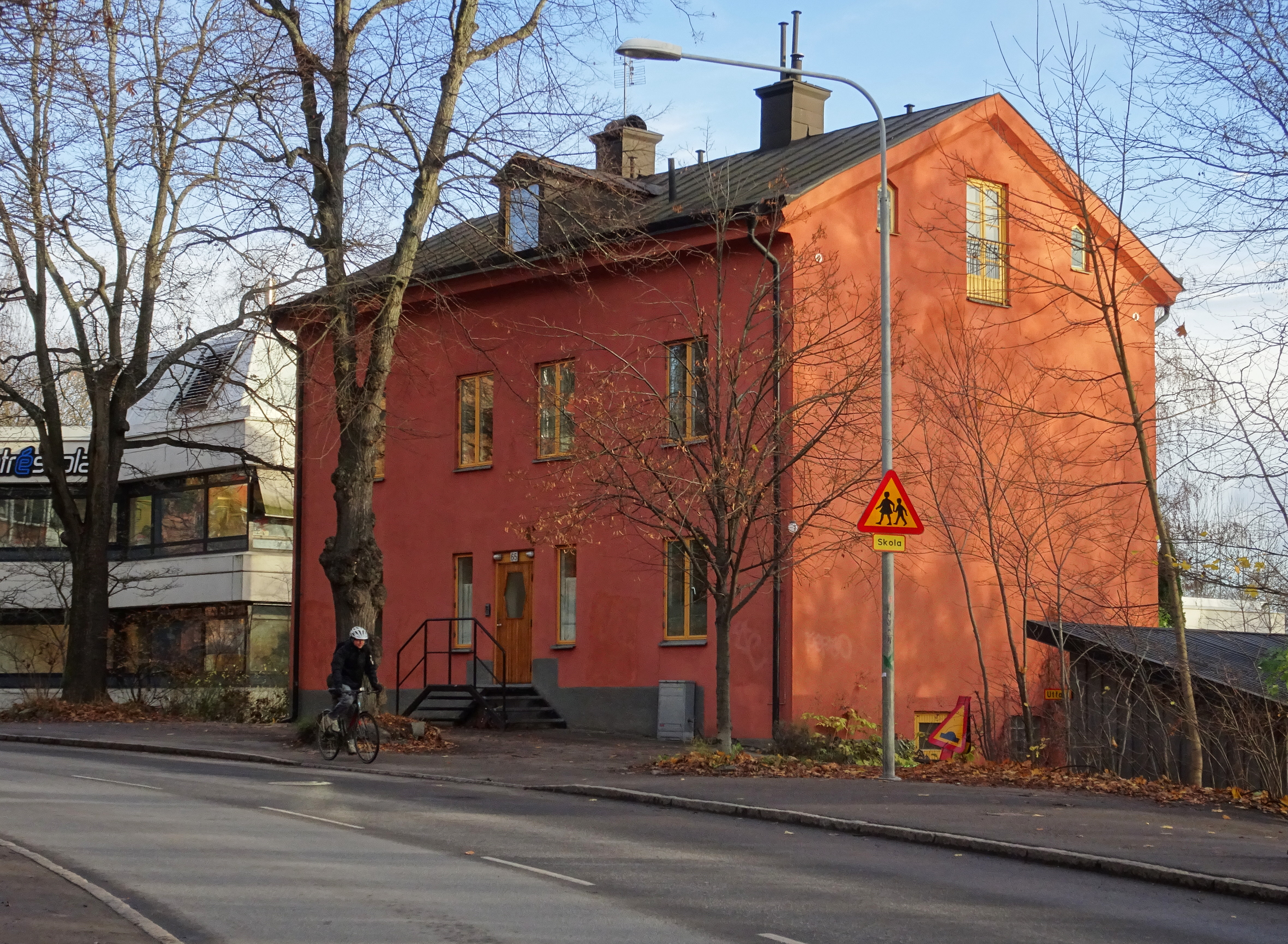
Den tidigare bageribyggnaden 2020.
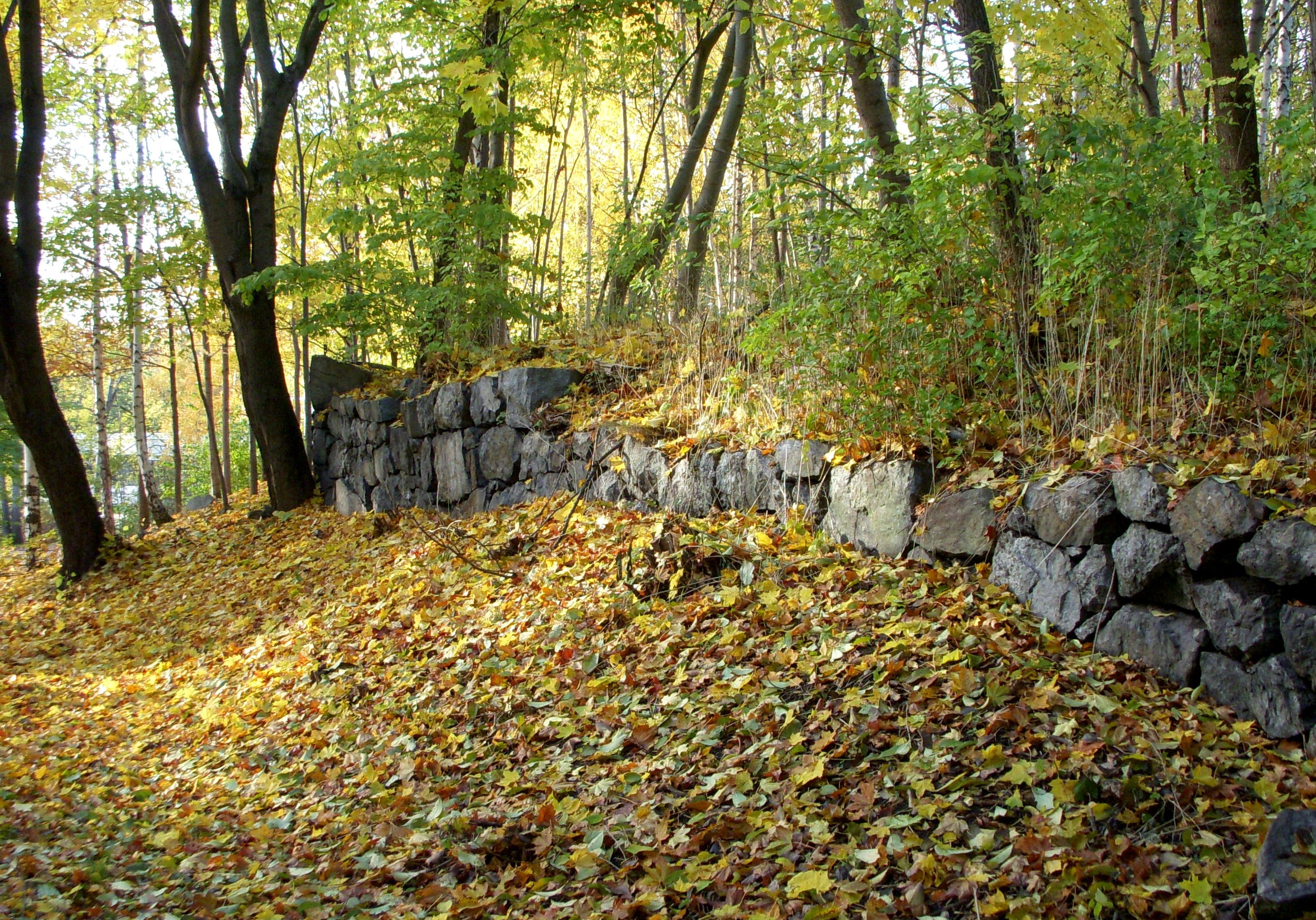
Fundament och gråstensmurar efter tidigare bebyggelse.
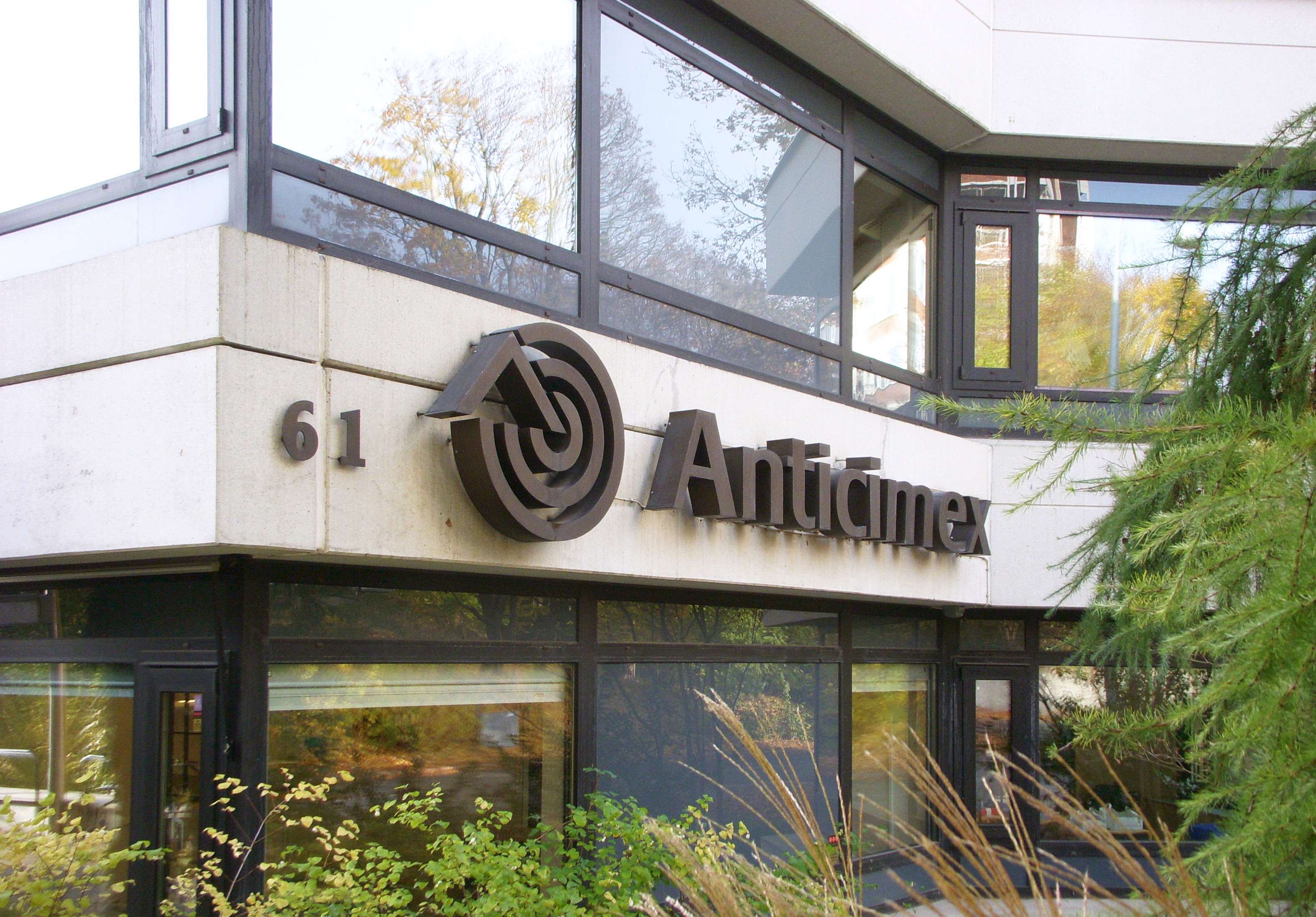
Anticimex kontorshus 2010. På platsen fanns Frosts Hudar.